# Paliati Grounds
El Paliati Grounds (també conegut com l'Oval de l'Institut de Niue) és l'estadi nacional polivalent de la nació insular de Niue. L'estadi té una capacitat per a 1.000 espectadors. Es troba al costat de l'Institut de Niue i del campus de Niue de la Universitat del Pacífic Sud.

## Usuaris
El Paliati Grounds acull el Torneig de Futbol de Niue, l'equip nacional de rugbi de Niue, tornejos de rugbi illencs, i d'atletisme escolar.